# Land
 For alternative betydninger, se Land (flertydig). (Se også artikler, som begynder med Land)
Et land eller landet (fra norrønt land) har flere betydninger:
- Et afgrænset geografisk område, der udgør, eller har udgjort, en selvstændig politisk enhed.
- De områder, der ligger uden for byområderne, hvor der drives landbrug (landområde).
- De dele af jordkloden, der ikke er dækket af vand. (landjord, fastland)
- Jordområde opfattet som territorium.

## Land som et afgrænset geografisk område
Land er ikke altid synonymt med stat, da et land kan indgå i en større statsdannelse, som f.eks. Grønland og Færøerne, der sammen med det egentlige Danmark indgår i den danske stat. Ligeledes er land ikke altid synonymt med nation, da indbyggerne i et land ikke nødvendigvis deler en fælles national identitet.
Land bruges i ældre dansk som betegnelse for landskab, hvilket går igen i stednavne som Jylland, Lolland, Svealand og Götaland. På nogle sprog benyttes "land" om et område med et vist selvstyre, som forbundslande i Østrig og Tyskland (Bundesland, tidligere kaldet Land) eller "countries" som Storbritannien, der består af: England, Skotland, Wales og Nordirland.